# Archer John Porter Martin
Archer John Porter Martin (Londres, 1 de março de 1910 — Llangarron, 28 de julho de 2002) foi um químico britânico. Conjuntamente com Richard Laurence Millington Synge, foi agraciado com o Nobel de Química de 1952, por terem inventado a cromatografia de partição gás - líquido.

## Carreira
Trabalhando primeiro no Laboratório de Físico-Química, mudou-se para o Dunn Nutritional Laboratory e, em 1938, mudou-se para a Wool Industries Research Institution em Leeds. Ele foi chefe da divisão de bioquímica da Boots Pure Drug Company de 1946 a 1948, quando ingressou no Conselho de Pesquisa Médica. Lá, ele foi nomeado chefe da divisão físico-química do Instituto Nacional de Pesquisa Médica em 1952 e foi consultor químico de 1956 a 1959.
Ele se especializou em bioquímica, em alguns aspectos das vitaminas E e B2 e em técnicas que lançaram as bases para vários novos tipos de cromatografia. Ele desenvolveu a cromatografia de partição enquanto trabalhava na separação de aminoácidos, e mais tarde desenvolveu a cromatografia gás-líquido. Entre muitas honras, ele recebeu seu Prêmio Nobel em 1952.
Após sua aposentadoria da Universidade de Sussex, ele foi professor visitante na Universidade de Houston, no Texas, e na EPFL (École Polytechnique Fédérale de Lausanne), na Suíça.
Ele publicou muito menos artigos do que os típicos vencedores do Nobel - apenas 70 no total -, mas seu nono artigo continha o trabalho que acabaria por lhe render o Prêmio Nobel. A Universidade de Houston o dispensou de seu corpo docente de química em 1979 (quando ele tinha 69 anos) porque ele não publicava o suficiente.